# European Top 100 Albums
O European Top 100 Albums é a parada oficial de álbuns da Europa, publicada semanalmente pela estadunidense Billboard. Foi fundada em 1987 e teve, em sua primeira publicação, o álbum True Blue da cantora Madonna no topo da lista.